# Grand Prix des Marbriers 2014
La 53e édition du Grand Prix des Marbriers a eu lieu le 26 août 2014 à Bellignies en France. Le Français Yann Guyot (Armée de Terre) remporte la course.

## Équipes
Classée en catégorie 1.2 de l'UCI Europe Tour, le Grand Prix des Marbriers est par conséquent ouverte aux équipes continentales professionnelles françaises, aux équipes continentales, aux équipes nationales et aux équipes régionales et de clubs.
| Nom de l'équipe       | Pays        | Code |
| --------------------- | ----------- | ---- |
| 3M                    | Belgique    | MMM  |
| Differdange-Losch     | Luxembourg  | CCD  |
| Jo Piels              | Pays-Bas    | CJP  |
| Rapha Condor JLT      | Royaume-Uni | RCJ  |
| Start-Trigon          | Paraguay    | STF  |
| Veranclassic-Doltcini | Belgique    | VER  |

| Nom de l'équipe              | Pays        | Code |
| ---------------------------- | ----------- | ---- |
| Armée de Terre               | France      | ADT  |
| CC Nogent-sur-Oise           | France      | NOG  |
| CC Villeneuve Saint-Germain  | France      | VSG  |
| EFC-Omega Pharma-Quick Step  | Belgique    | EFC  |
| EC Raismes Petite-Forêt      | France      | ECR  |
| ESEG Douai                   | France      | ESD  |
| Lotto-Belisol U23            | Belgique    | LTU  |
| SCO Dijon                    | France      | SCD  |
| USSA Pavilly-Barentin        | France      | USA  |
| VC amateur Saint-Quentin     | France      | VCA  |
| VC Rouen 76                  | France      | VCR  |
| CC Chevigny-Verandas Willems | Belgique    | CVW  |
| Zappi's                      | Royaume-Uni | ZAP  |

## Classement final
|    | Coureur            | Équipe                |    | Temps           |
| -- | ------------------ | --------------------- | -- | --------------- |
| 1  | Yann Guyot         | Armée de Terre        | en | 3 h 46 min 05 s |
| 2  | Jochem Hoekstra    | Jo Piels              | +  | 0 s             |
| 3  | Kévin Lalouette    | USSA Pavilly Barentin |    | 1 s             |
| 4  | Chris Opie         | Rapha Condor JLT      |    | 1 s             |
| 5  | Romain Combaud     | Armée de Terre        |    | 8 s             |
| 6  | Frédéric Guillemot | Sojasun espoirs-ACNC  |    | 12 s            |
| 7  | Ruben Pols         | Lotto-Belisol U23     |    | 15 s            |
| 8  | Tom Vermeer        | Jo Piels              |    | 18 s            |
| 9  | Maurits Lammertink | Jo Piels              |    | 2 min 08 s      |
| 10 | Richard Handley    | Rapha Condor JLT      |    | 2 min 08 s      |